# جورج فرنسيس هوك
جورج فرنسيس هوك (بالإنجليزية: George Francis Houck)‏ هو كاهن كاثوليكي أمريكي، ولد في 9 يوليو 1847 في تيفين في الولايات المتحدة، وتوفي في 26 مارس 1916 في ليكوود في الولايات المتحدة.